# Tomioka (Gunma)
Tomioka (富岡市 Tomioka-shi?)  es una ciudad situada en la prefectura de Gunma, en Japón. Tiene una población estimada, a inicios de diciembre de 2024, de 45 243 habitantes.

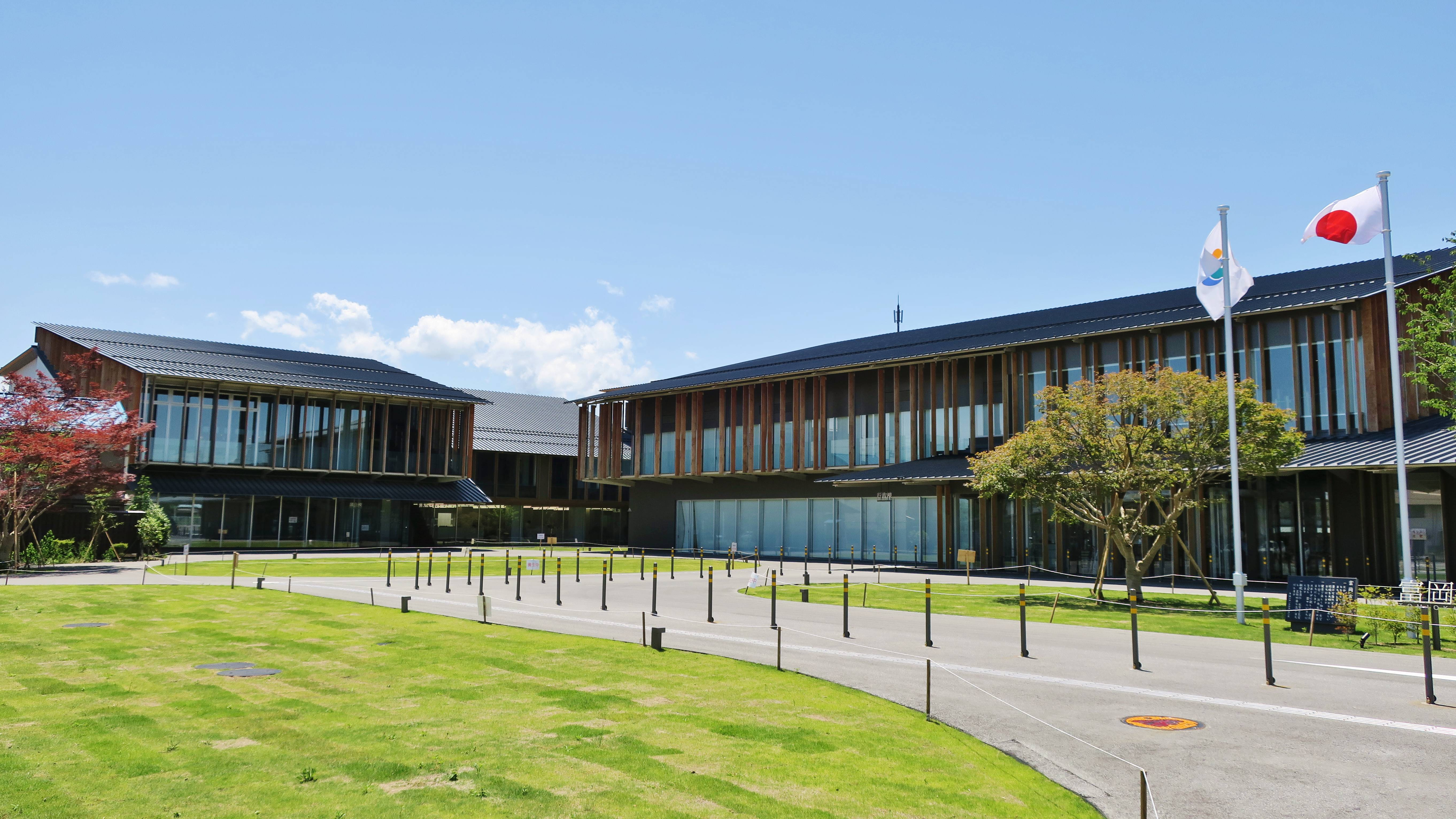
Edificio del Ayuntamiento

Su superficie total es 122.85  km².
En la ciudad se encuentra la Manufactura de seda de Tomioka, declarada Patrimonio de la Humanidad por la UNESCO.

## Historia
Durante el período Edo, el área actual de Tomioka era parte del territorio tenryō en la provincia de Kōzuke bajo el control directo del shogunato Tokugawa. 
Se convirtió en la ciudad de Tomioka dentro del distrito de Kitakanra, prefectura de Gunma, el 1 de abril de 1889 con la creación del sistema de municipios después de la Restauración Meiji. 
En 1950, el distrito de Kitakanra pasó a llamarse distrito de Kanra. 
El 1 de abril de 1954, Tomioka se fusionó con la ciudad vecina de Ichinomiya y las aldeas de Ono, Kuroiwa, Takase y Nukabe, y fue elevada al estado de ciudad el 1 de noviembre de 1958. El 1 de abril de 1960, el pueblo de Nyuu se incorporó a Tomioka. El 27 de marzo de 2006, Tomioka absorbió la ciudad vecina de Myōgi. 

## Lugares de interés
- Manufactura de seda de Tomioka (富岡製糸場), construida en 1872. Fue la primera de su tipo en Japón. El edificio de ladrillo, patrimonio de la humanidad, fue diseñado por Paul Brunat, un ingeniero francés. Fue designado Patrimonio de la Humanidad en 2014.
- El Santuario Nukisaki es un santuario sintoísta moderadamente conocido debido a su diseño. En la ichinomiya de la antigua provincia de Kozuke, durante el Año Nuevo, se estima que 100.000 personas visitan el santuario para rezar por la felicidad en el próximo año. Esta es la reunión más grande de su tipo en Gunma.
- Gunma Safari Park fue el quinto parque de safari construido en Japón y el primero construido en el este de Japón. Los aproximadamente 1000 animales del parque consisten en alrededor de 100 especies.
- El Museo de Historia Natural de Tomioka alberga 35 exhibiciones sobre la historia natural de Gunma, incluidos unos 30 esqueletos de dinosaurios.